# Pańskie (Wygnanka)
Pańskie – część wsi Wygnanka w Polsce, położona w województwie lubelskim, w powiecie bialskim, w gminie Sosnówka.
W latach 1975–1998 Pańskie administracyjnie należało do województwa bialskopodlaskiego.